# Ернест Шульц
Ернест Шульц (фр. Ernest Schultz, 29 січня 1931, Далюнден — 19 вересня 2013, Ліон) — французький футболіст, що грав на позиції нападника, зокрема, за клуби «Ліон» та «Тулуза», а також національну збірну Франції.

## Клубна кар'єра
У футболі дебютував 1952 року виступами за команду «Ліон», в якій провів п'ять сезонів, взявши участь у 152 матчах чемпіонату.  Більшість часу, проведеного у складі «Ліона», був основним гравцем атакувальної ланки команди. У складі «Ліона» був одним з головних бомбардирів команди, маючи середню результативність на рівні 0,47 голу за гру першості.
Своєю грою за цю команду привернув увагу представників тренерського штабу клубу «Тулуза», до складу якого приєднався 1957 року. Відіграв за команду з Тулузи наступні шість сезонів своєї ігрової кар'єри. Граючи у складі «Тулузи» також здебільшого виходив на поле в основному складі команди. В новому клубі був серед найкращих голеодорів, відзначаючись забитим голом в середньому щонайменше у кожній третій грі чемпіонату.
Протягом 1963—1964 років захищав кольори команди «Нансі».
Завершив професійну ігрову кар'єру у клубі «Булонь», за команду якого виступав протягом 1964—1967 років.

## Виступи за збірну
1961 року дебютував в офіційних матчах у складі національної збірної Франції. Протягом кар'єри у національній команді провів у її формі 1 матч, забивши 1 гол.
Був присутній в заявці збірної на чемпіонаті світу 1954 року у Швейцарії, але на поле не виходив. 
Помер 19 вересня 2013 року на 83-му році життя у місті Ліон.